# Sernokorba fanjing
Sernokorba fanjing är en spindelart som beskrevs av Song, Zhu och Zhang 2004. Sernokorba fanjing ingår i släktet Sernokorba och familjen plattbuksspindlar. Inga underarter finns listade i Catalogue of Life.